# دوباره خانه (فیلم ۲۰۱۲)
دوباره خانه (انگلیسی: Home Again) فیلم درام کانادایی که در سال ۲۰۱۲ منتشر شد. 